# Ruggero Mastrangelo
Ruggero Mastrangelo (Palermo, seconda metà XIII secolo – Palermo, prima metà del XIV secolo) è stato un patriota, politico e rivoluzionario italiano, amministratore cittadino del Regno di Sicilia e della Communitas Siciliae, fu uno dei primi promotori dello scoppio a Palermo della Rivoluzione del Vespro del 1282.

## Biografia
Ruggero Mastrangelo (o Ruggero di mastro Angelo) nacque a Palermo attorno al 1250/1255; secondo la tradizione aveva illustri origini , avendo ricoperto cariche pubbliche nella città di Palermo prima del 1282; inoltre, sarebbe stato il marito della giovane donna pesantemente molestata dal francese Droetto, evento che, nelle ore pomeridiane del lunedì di Pasqua 1282, generò la scintilla della grande rivolta che accese i Vespri siciliani. La sua figura scompare all'indomani dello sbarco in Sicilia del re Pietro III d'Aragona eletto dal Parlamento siciliano e dalla Voluntas Siculorum Re di Sicilia con nome di Pietro I di Sicilia. Condannato all'oblio sarebbe morto nei primi decenni del Trecento. Una delle sue figlie, Benvenuta, fu fondatrice del monastero di S. Caterina a Palermo.

## Mastrangelo nella Rivoluzione del Vespro
Diventato, nell'immediatezza dei fatti capo dell'insurrezione, il 31 marzo 1282 venne acclamato capitano del popolo e, dopo il totale annientamento dei francesi, governò il libero Comune di Palermo all'interno di un quadrumvirato costituito anche da Nicoloso d’Ortoleva, Arrigo Baverio e Nicolò d’Ebdemonia. Fu egli a incontrare Bonifacio di Camerana, capitano del popolo di Corleone (che aveva già scacciato i francesi angioini seguendo l’esempio di Palermo) e decidere di congiungere le forze e coinvolgere nella rivolta tutti i siciliani..
Esauritasi la fase del massacro pressoché totale dei francesi nel palermitano, i capi della rivolta decisero di darsi una guida politica e militare, dato che guarnigioni franco-angioine erano ancora presenti nell'interno dell'Isola e ben presto Carlo I D'Angiò avrebbe mandato da Napoli i suoi mercenari per reprimere la rivolta con estrema durezza.
I patrioti siciliani si riunirono nella Chiesa della Martorana di Palermo dove decisero che piuttosto che chiedere l'aiuto esterno (Pietro III d'Aragona attendeva l'evolversi della situazione dalla vicina Tunisi) sarebbe stato più opportuno dare fiducia al Popolo siciliano tutto, facendo propagare la Rivoluzione a tutte le città della nazione. Saba Malaspina riporta il discorso tenuto da Mastrangelo nell'assemblea: 
(Allocuzione di Ruggero Mastrangelo riportata da Saba Malaspina citato da Francesco Renda in Storia della Sicilia - 1 dalle origini alla Rivoluzione del Vespro. Sellerio editore. Palermo.Pag441-442.)
 .
Fu da questo consesso che prese il via l'esperienza repubblicana della Communitas Siciliae; gli insorti convennero nel darsi una struttura simile ai comuni tosco-padani, nella speranza che il nuovo Papa Martino IV accettasse di estendere la sua protezione sulla Sicilia, intercedendo con Carlo d'Angiò affinché desistesse dal riconquistare l'Isola. Dal loro canto, i Siciliani avrebbero accettato l'autorità papale sulla loro Confederazione repubblicana. Gli eventi presero però una piega totalmente diversa rispetto alle previsioni, all'opposto del suo predecessore il romano Papa Niccolò III che, tra il 1277 e il 1280, entrando in urto con Carlo d'Angiò, aveva esternato simpatie filo-siciliane, il nuovo papa, francese ed eletto grazie al supporto angioino, non solo si guardò bene dal prendere le difese dei Siciliani, ma li scomunicò il 7 maggio 1282, incoraggiando Carlo a intervenire per reprimere la rivolta.
Per singolare coincidenza, sarebbe stato lo stesso Ruggero Mastrangelo a decretare, davanti al Parlamento siciliano, la prematura conclusione dell'esperienza repubblicana e ripiegare sull'aiuto di Pietro III al fine di salvarsi la vita ed evitare un'invasione di mercenari al soldo degli angioini in Sicilia. Il cronista catalano Bernat Desclot, assistendo ai lavori parlamentari, riporta ampi stralci del discorso di Mastrangelo: 
(Allocuzione di Ruggero Mastrangelo riportata da Bernat Desclot citato da Francesco Renda in Storia della Sicilia - 1 dalle origini alla Rivoluzione del Vespro. Sellerio editore. Palermo.Pag441-442.)
 . 
Già nel settembre 1282 l'eroismo dei messinesi e il supporto delle armate del nuovo re siciliano Pietro I avevano liberato la città dello Stretto dall'assedio angioino e cacciato i francesi sul continente.
Notevolmente infastiditosi per essere stato considerato una scelta di ripiego, Pietro III, appena giunto in Sicilia, emarginò Ruggero Mastrangelo e Palmiero Abate. Sorte peggiore subirono altri esponenti di spicco della Communitas Siciliae: Gualtiero di Caltagirone venne giustiziato mediante pubblica decapitazione e Alaimo da Lentini, dopo aver trascorso il resto della vita in carcere, finì i suoi giorni in maniera brutale. 
Scampato a gravi conseguenze personali, Mastrangelo si eclissò dalla vita politica siciliana e, quasi condannato all'oblio, di lui si persero le tracce.